# Punto de Palestrina

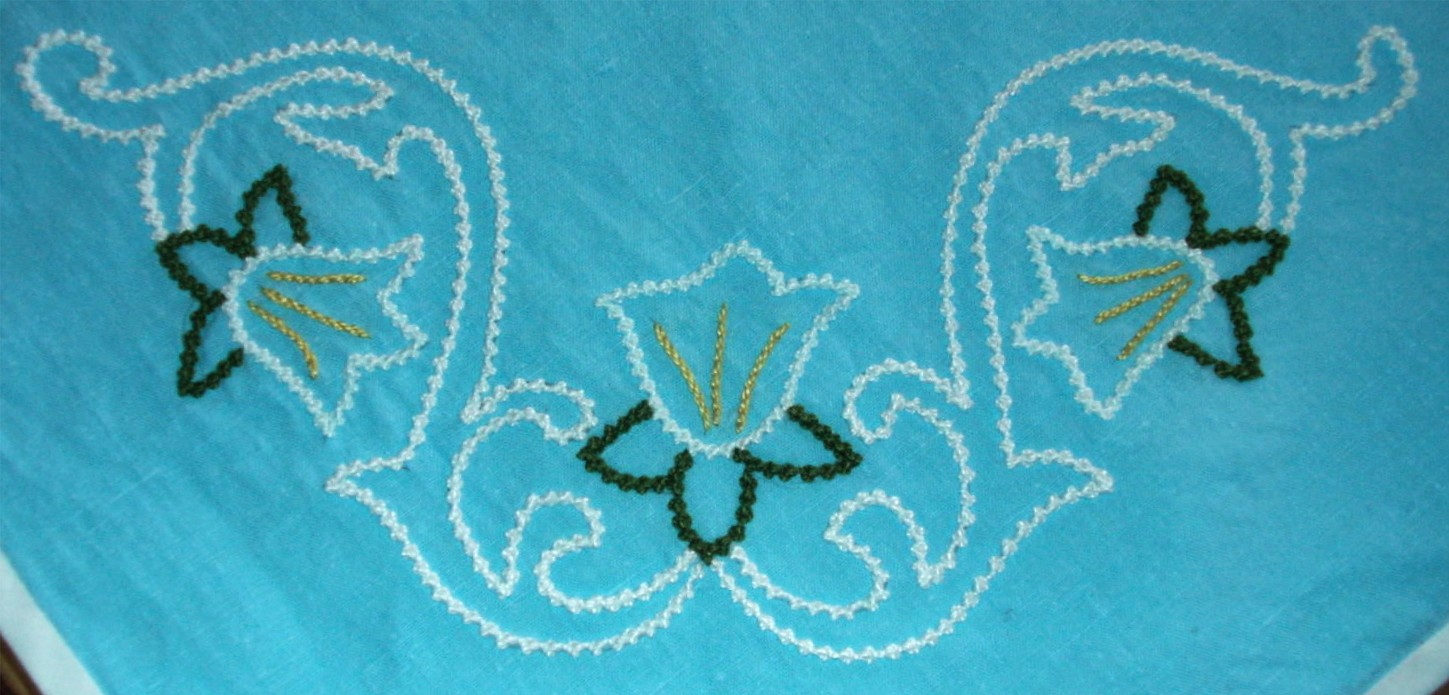
Esquina de una mantelería. El punto de Palestrina aparece combinado con el punto de tallo (en color amarillo).

El punto de Palestrina es un importante bordado que consiste en una sucesión de gruesos nuditos. Este importante punto surge en la región de Palestrina (Italia), posiblemente entre el Renacimiento y el Barroco, periodos de esplendor artístico en Italia. Se trabaja, como el punto de cadeneta, sobre una tela previamente marcada gracias al papel de carbón. Los dibujos más recurrentes suelen ser motivos florales y raramente, geométricos. Se hace presente en todo tipo de labores de ajuar: sobre todo, mantelerías. Posiblemente sea el bordado que mejor resultado de al combinarse con el encaje de bolillos. Uno de los pocos campos en los que el punto de Palestrina no acaba de resultar favorable es en la ropa de cama, aunque es frecuente verlo en colchas.

## Realización

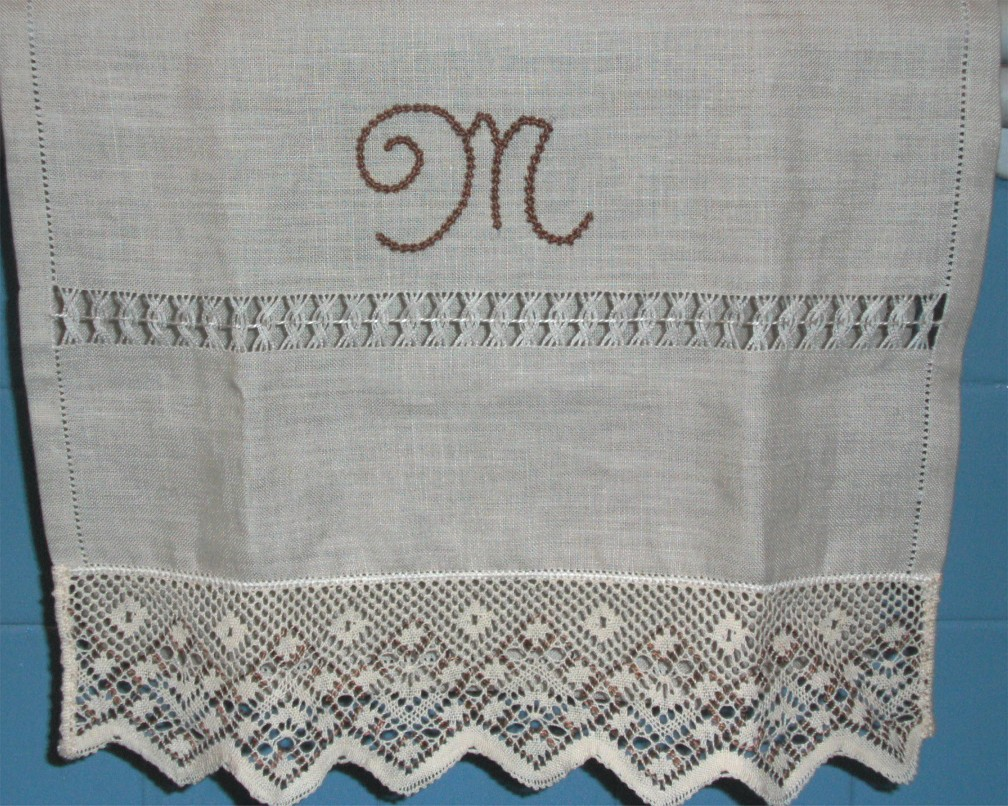
Cubretoallas original que consta de una inicial a Palestrina, vainica y puntilla a encaje de bolillos.

Se trabaja de izquierda a derecha y consta únicamente de tres pasos, sencillos, pero que convienen asentar antes de empezar una primera labor.
- 1.º Se da una puntada similar a un medio punto de cruz (en sentido /) sobre el derecho de la labor. Esto, bien realizado, produce una puntadita en sentido vertical en el revés. Éste es el único revés del punto.
- 2.º Se pasa la aguja sobre el medio punto de cruz anterior hacia abajo, lo que produce una especia de asa.
- 3.º Finalmente, se repite esa misma puntada, pero saliendo hacia la derecha. Para darle un verdadero gusto al trabajo, no tirar mucho al realizar esto, ya que lo importante aquí es que el punto abulte.

Pero en muchos casos, algunas publicaciones editan modelos de Palestrina introduciendo bodoques (véase Realce), rejas (una especie de punto de cruz al azar, ya que no se cuentan los hilos) o punto de tallo.

## Materiales recomendados
Generalmente, se puede hacer el punto de Palestrina sobre cualquier tela cerrada, por lo que no es muy aconsejable en panamás ni similares. En cuanto a hilos, indiscutiblemente el mejor acabado queda con perlés, números cinco u ocho; su brillo y su grosor son perfectos en este caso. Se puede hacer con gran soltura en el dedo, por lo que se desaconseja totalmente el uso de cualesquiera bastidores. Y agujas, las que acosejen los merceros para cada caso, dependiendo del tejido.
- Datos: Q6093191